# Milkowszczyzna (przystanek kolejowy)
Milkowszczyzna (biał. Мількаўшчына, ros. Мельковщизна) – przystanek kolejowy w pobliżu miejscowości Milkowszczyzna, w rejonie wołożyńskim, w obwodzie mińskim, na Białorusi.